# Haruna Hana
Haruna Hana (春菜 はな 8 tháng 11 năm 1988 –) là một nữ diễn viên khiêu dâm và cựu thần tượng áo tắm người Nhật Bản.

## Sự nghiệp
Vào khoảng năm hai cấp hai, ngực của cô bắt đầu phát triển cũng như chiều cao. Cỡ ngực tại thời điểm này của cô là khoảng Cup C-D. Sau khi làm lễ tân tại một nhà khách, cô đã tham gia ngành giải trí vào khoảng tháng 12/2008 do người quen giới thiệu. Sau đó, cô đã tham gia Giải thưởng Thần tượng áo tắm Nhật Bản lần thứ hai, và từ tháng 12/2009 đến tháng 5/2010, cô đã xuất hiện với tư cách là người mẫu số 4 trong dự án hàng loạt "Lớp học Yoga áo tắm dành cho nhân viên văn phòng" của Gekkan Charger.
1/7/2010, cô ra mắt ngành phim khiêu dâm từ hãng MUTEKI, và sau đó cô đã chuyển sang hãng phim S1 vào tháng 12. Tháng 4/2012, cô trở thành thành viên nhóm Ebisu Muscats của TV Tokyo. Cô đã đeo kính trong lần xuất hiện đầu tiên, tuy nhiên đã không đeo chúng kể từ đó. Vào tháng 9/2014, cô đã chuyển hãng phim sang Tameike Gorō. 20/11/2016, của hàng trực tuyến của nhãn hiệu "Runawer" do cô làm chủ sẽ được mở.
Trong thời gian làm thần tượng áo tắm, và từ khi ra mắt ngành phim khiêu dâm đến khi hoạt động độc lập, cô được biết đến nhờ ngực lớn và đường cong trên thân hình, tuy nhiên kể từ những năm 2020, khi cô bắt đầu xuất hiện nhiều hơn trong các phim với vai phụ nữ già dặn, cô bắt đầu thể hiện thân hình mập mạp, hoang dã và bộ ngực săn chắc của mình.

## Đời tư
- Sở thích của cô là ngủ và nấu ăn.
- Khả năng đặc biệt của cô là có thể ngủ ở bất cứ đâu (khoảng 9 tiếng). Cô không thích buổi sáng.
- Khi mới ra mắt, cô đã làm thần tượng áo tắm, tuy nhiên mục đích ban đầu của cô khi tham gia công ti chủ quản là trở thành nữ diễn viên khiêu dâm.[9] Cô đã tiếp tục làm điều này trong khoảng 3 năm trước khi trở nên nổi tiếng,[9] tuy nhiên cô sau đó đã trả lời phỏng vấn rằng cô đã nghĩ rằng đóng phim khiêu dâm sẽ dễ hơn và muốn chuyển sang đóng phim khiêu dâm càng sớm càng tốt.[9] Ngoài ra, kể từ khi tham gia công ti chủ quản mà không nghĩ đến tương la phía trước, cô chưa từng xem phim khiêu dâm.[10]
- Các món ăn cô yêu thích là omurice, sushi, thịt nướng và các đồ ngọt vị sô cô la. Các món cô ghét là cà rốt, đậu Hà Lan, trái cây khô và matcha.
- Tháng 1/2021, cô đã xếp thứ 3 trong bảng xếp hạng nữ diễn viên khiêu dâm ngực lớn (năm 2021) tổ chức bởi kênh truyền thông khiêu dâm MANGO của GeoTV.[11]

## Các nhóm thần tượng
- Topping☆Girls 2.0 (Nhóm đại diện hình ảnh cho Daitsukemenhaku)
- Ebisu Muscats